# 6 Voltios
6 Voltios es una banda peruana del punk rock, formada en 1998, cuya formación original estuvo compuesta Alexis Korfiatis, Emilio Bruce y Mauricio Llona. La banda alcanzó la popularidad en 1999, año en que lanzaron su primer álbum Desde el sótano llegando a ser una de las más representativas del género. 6 Voltios ha publicado 6 discos de estudio, todos con aceptación del público peruano y de Hispanoamérica. Ha ofrecido conciertos por todo el Perú, siendo Chile y México los países a los que han salido.
El nombre 6 Voltios (antes llamados Corcho Libre) fue elegido porque en los inicios de la banda, cuando tocaban en el colegio, eran seis integrantes por lo cual eligieron Operación 606 Voltios, pero en un concurso les dijeron que el nombre era muy largo y lo cambiaron a 6 Voltios; con el pasar del tiempo solo quedaron los tres integrantes actuales. Las letras de sus canciones tratan sobre desamor y vivencias.

## Historia
La banda se forma a mediados de 1998, con Alexis Korfiatis en la guitarra y voz, Emilio Bruce en el bajo, Rodrigo García-Sayán en la primera guitarra, Jhair Álvarez en los coros y Mauricio Llona en la batería. Como la mayoría de bandas adolescentes, “6 Voltios” hace su debut en el colegio. A los 3 meses de formados participan en un concurso Hamilton Rock obteniendo el 2.º lugar. Poco tiempo después en 1999, la banda lanza su primer álbum Desde el sótano, el cual obtiene una gran aceptación por parte de su público con temas como «Solo», «Wirito» y «Sonreír». En Radio Doble Nueve la canción «Wirito» alcanzó el puesto 64 de la tabla clasificatoria anual 1999. Además este álbum está considerado como el único que tiene como principal característica estar influenciado del ska.
En 2000, el grupo ofrece pequeñas presentaciones de conciertos en Barranco (Lima), ganándose, concierto tras concierto, a un público cada vez más amplio. En el 2001, 6 Voltios saca su segundo álbum llamado Generación Perdida dejando atrás el ska y apegándose a un estilo de punk-melódico que caracteriza a la banda.
A mediados de 2001, la banda deja de presentarse solo en Barranco, para salir a tocar a diversos escenarios de Lima como Los Olivos, Villa el Salvador, Pueblo Libre, Jesús María, el Centro de Lima, entre otros; participando en conciertos cada vez más grandes y obteniendo una mayor recepción por parte de un público más extenso.
En verano de 2002 decidieron salir de la ciudad para ofrecer conciertos en Arequipa, Huancayo, Trujillo, Huaraz y Cajamarca. Durante esos viajes los miembros de la banda ya planeaban lo que sería su tercer álbum, el cual sale al mercado unos meses después bajo el título de Tan sólo una vez más. Este trabajo es bien recibido por su público, destacando temas como «Lucas», «Lejos» y «Lección de inglés». En este año, 6 Voltios se consolida como una de las bandas más importantes de la escena punk peruana tocando en conciertos para un público de hasta 5000 en los cuales obtiene una emotiva respuesta del público.
En febrero de 2003, la banda toca junto a los grupos Attaque 77 y 2 Minutos, dos de las más reconocidas bandas de punk de Argentina. Dos meses después lanzan Día plástico, álbum que reúne nuevas versiones de temas del primer disco de la banda, una nueva versión del tema «En el Olvido, el chavo», 2 covers y 7 temas en vivo. Ese mismo año, la banda graba el vídeo musical de la canción «Lucas». El vídeo fue puesto al aire en MTV.
En 2004, la banda empieza a trabajar empresarialmente con el objeto de poner en valor su calidad musical y la energía desplegada en sus presentaciones en vivo. Es así que ese año la banda logra tocar en conciertos de hasta 15.000 personas, compartiendo escenarios con bandas como Los Prisioneros y Molotov al tiempo que consolida su presencia en diversos escenarios de todo el país, dando conciertos en otras ciudades como Piura, Huaral y Tacna. 6 Voltios cierra el 2004 designado por la encuesta anual del diario El Comercio como una de las bandas más importantes del país.
Hacia inicios de 2005, el grupo entabló relaciones comerciales con relevantes empresas como Volcom, Music Market, TDV y la empresa cervecera Backus y Johnston, cerrando con esta última un contrato decisivo que permitiría iniciar el camino hacia la consolidación definitiva de la banda. Es en esta línea de trabajo profesional en la que 6 Voltios constituye Calavera Records, sello encargado de la producción de su quinto material discográfico lanzado en 2006, Descompresión, el mismo que marca una nueva etapa en la carrera de la banda. Este álbum mostró excelentes condiciones técnicas y una evidente madurez musical. El guitarrista Charlie Parra del Riego registró solos de guitarra en dicho material.
En 2006, la banda peruana cumplió 8 años de carrera musical, y lo celebró de la mejor manera posible: ofreciendo grandes conciertos como en el Centro de Convenciones del Hotel María Angola, en colegios limeños y en la Universidad de Lima. Estas presentaciones fueron la oportunidad perfecta para que la banda lleve su música a un nuevo público juvenil.
Entre el 2007 y 2008 siguieron los conciertos por todo el Perú, hasta que decidieron salir del país para ofrecer uno en Santiago de Chile, donde sintieron la gran fanaticada internacional que obtuvieron. Luego de esta experiencia, Emilio Bruce deja la banda por decisión personal.
En 2009, Marcell Caillaux se integra a la banda como el nuevo bajista.
En el 2010, la banda cumple 12 años de formación y en agradecimiento a sus fanes, decidieron lanzar el álbum 5 canciones que nunca debieron salir, este disco tiene 5 canciones que no salieron en los discos anteriores.
Días más tarde hicieron una versión del villancico navideño "Rodolfo el Reno» con estilo punk, canción de Navidad que lo hicieron en el programa televisivo Cinescape. «Abismo» y «Espacios vacíos» fueron dos canciones que no salieron en sus discos, son unos bonus track.
También sacaron un tema de Inka Cola e hicieron un comercial de Claro con Gian Marco y una versión de Pedro Suárez-Vértiz.
El 20 de julio de 2012, en el concierto «Bandas de Garage 2012" se dio el regreso de Emilio Bruce a la banda.
En marzo de 2013 Emilio Bruce y Mauricio Llona abandonaron la agrupación por diferencias con Alexis Korfiatis, y como resultado dejan a Alexis como el único miembro de la banda. Korfiatis realizó reuniones espontáneas con la banda ocasionalmente.
En la actualidad la banda continúa las presentaciones de la banda, Tito Boniccelli en la guitarra, César Ríos en el bajo y Álvaro Charapaqui en la batería. A finales del año 2017 emprenden su primera gira en México, ofreciendo presentaciones en la Ciudad de México, Texcoco, Acapulco, Mexicali y Coacalco.
En 2024 anunció su canción «In Your Mind», días previos a su participación como banda telonera de Blink 182. Posteriormente, se estrenó «Libre» como parte del noveno álbum, que se estrenará este año.

## Miembros

### Actuales
- Alexis Korfiatis — voz, guitarra (1998-presente)
- Marcel Caillaux — bajo (2009-2012, 2018, 2023-presente)
- Álvaro Charapaqui — batería, coros (2013 - 2019, 2020-presente)

### Antiguos miembros
- Emilio Bruce — bajo (1998-2009 / 2012-2013)
- Mauricio Llona — batería, coros (1998-2013)
- César Ríos — bajo, coros, guitarra rítmica (2014 - 2024)
- Carlos Chávez — batería (2019-2020)
- Tito Bonicelli — bajo y 1.ª Guitarra al grabar los solos en estudio, (2014 - 2017) (2018)
- Ademir Malca — bajo (2013- 2014)
- Rodrigo García-Sayan — 1.ª guitarra (1998-1999) (solo participó para el álbum DESDE EL SÓTANO)
- Alberto Reinal — 2.ª guitarra (1998-1999) (solo participó para el álbum DESDE EL SÓTANO)
- Franco — coros o segunda voz (1998-1999) (solo participó para el álbum DESDE EL SÓTANO)

## Discografía

### Álbumes de estudio
- 1999 — Desde el sótano
- 2001 — Generación perdida
- 2002 — Tan sólo una vez más
- 2003 — Día plástico
- 2006 — Descompresión
- 2014 — Alto voltaje
- 2022 — Desde el ático
- 2024 — 13

### EP
- 2010 — 5 canciones que nunca debieron salir
- 2014 — Para tu cabeza “demos”